# زينو فون سينجاليكز
زينو فون سينجاليكز (مواليد 14 أغسطس 1875) هو سبّاح نمساوي، مثّل بلاده في الألعاب الأولمبية الصيفية 1912.

## روابط خارجية
زينو فون سينجاليكز على موقع أوليمبيديا (الإنجليزية)